# Ján Zvara
Ján Zvara (* 12. února 1963, Banská Bystrica) je bývalý československý atlet slovenské národnosti, jehož specializací byl skok do výšky.

## Kariéra
S atletikou začínal v roce 1975 v ZŤS Detva. Své největší úspěchy zaznamenal jako závodník Sparty Praha, kde působil v letech 1984 – 1988. Jeho trenérem zde byl bronzový medailista z evropského šampionátu v Bernu Jaroslav Kovář.
V halové sezóně roku 1985 se zúčastnil ve dnech 18. – 19. ledna prvého ročníku světových halových her (předchůdce halového MS v atletice) v Paříži, kde se umístil s výkonem 221 cm na 6. místě. Dne 10. února překonal v Jablonci nad Nisou jako první výškař v Československu v hale hranici 230 cm. Podobný výsledek nedokázal zopakovat na začátku března na halovém ME v Pireu, kde překonal 220 cm, což stačilo na dělené 7. místo. V letní sezóně zvítězil na evropském poháru v Moskvě. Na halovém ME 1986 v Madridu skončil na 8. místě a na evropském šampionátu pod širým nebem ve Stuttgartu obsadil 9. místo.
Osmkrát reprezentoval v mezistátních utkáních (1985 – 1987), z toho dvakrát v evropském poháru.

### Sezóna 1987
Jednu z nejúspěšnějších sezón zažil v roce 1987, kdy si vylepšil osobní rekordy v hale i pod širým nebem na 236 cm. Prvním vrcholem sezóny bylo ve dnech 21. – 22. února halové ME ve francouzském Liévinu. Kvalifikace nebyla na programu a finále se zúčastnilo čtrnáct výškařů. Zvara dokázal překonat 233 cm, ale medaili nevybojoval, když skončil těsně pod stupni vítězů, na 4. místě. Bronz bral Gennadij Avdějenko ze Sovětského svazu za 236 cm a stříbro za stejnou výšku díky lepšímu technickému zápisu Carlo Thränhardt ze Západního Německa. Halovým mistrem Evropy se stal Švéd Patrik Sjöberg, který zdolal 238 cm. Druhým velkým šampionátem bylo první oficiální halové MS, které se konalo v Indianapolisu. Ve třináctičlenném finále neuspěli dva nejlepší z halového ME, když Sjöberg i Thränhardt nepřekonali základní výšku. Zvara uspěl na výšce 234 cm a vybojoval bronzovou medaili. Halovým mistrem světa se stal Igor Paklin, který překonal 238 cm. Na druhém ročníku MS v atletice v Římě se probojoval z kvalifikace do finále, kde znovu zdolal hranici dvou metrů a třiceti centimetrů. Výkon 232 cm stačil na konečné 7. místo.

### Osobní rekordy
Sedmkrát posunul hodnotu českého rekordu (227 cm – 1985, 236 cm – 1987).
- hala – 236 cm – 14. února 1987, Jablonec nad Nisou
- dráha – 236 cm – 23. srpna 1987, Praha